# Labret serpent à langue articulée
Le labret serpent à langue articulée est un bouchon à lèvre aztèque en or datant du milieu du deuxième millénaire de notre ère, entre 1300 et 1520 . Constitué d'un alliage d'or, de cuivre et d'argent, il a été coulé par le procédé à la cire perdue ; la langue, coulée individuellement, peut être rétractée ou étendue, et oscille d'un côté à l'autre avec le mouvement de son porteur. On pense que le serpent représente Xiuhcoatl. Le labret est entré dans la collection du Metropolitan Museum of Art de New York par achat en 2016 et est considéré comme « peut-être le plus bel ornement en or aztèque ayant survécu aux épreuves et aux pillages du XVIe siècle » .

## Description

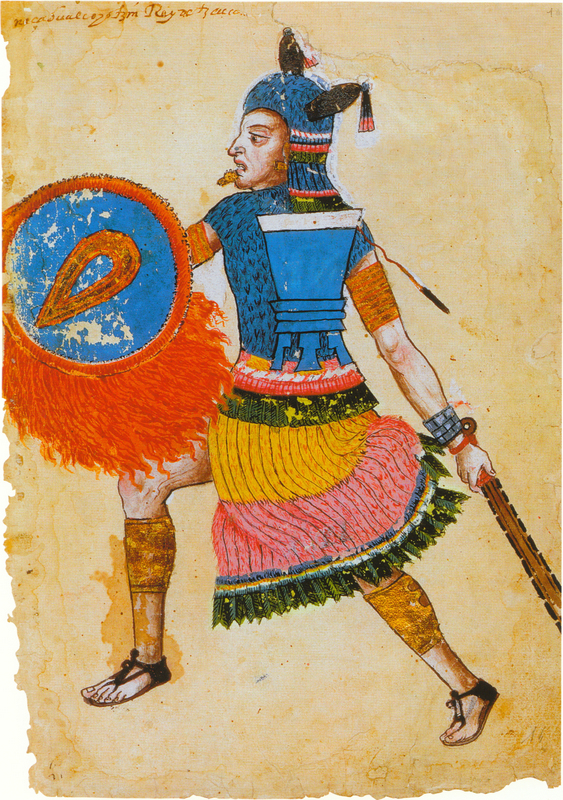
Le Codex aztèque Ixtlilxochitl représente un guerrier aztèque avec un labret

Le labret, qui était porté dans un piercing sous la lèvre inférieure, fait 6,6 cm de haut, 4,45 cm de large, 6,6 cm de profondeur et pèse 51 grammes. Il a été coulé par le procédé de moulage à la cire perdue et est constitué d'un alliage comprenant 59,3 à 64,3 % d'or, 26,8 à 33,1 % de cuivre et 7,5 à 8,8 % d'argent. La langue était moulée en une pièce séparée, lui permettant d'être rétractée ou étendue, et de se balancer d'un côté à l'autre avec le mouvement de son porteur . Le serpent est attaché à un bouchon cylindrique, qui a une bride large et simple pour maintenir le labret en place dans la bouche du porteur . L'objet a la forme d'un serpent se préparant à frapper, avec un sourcil et un museau recourbés, des dents pointues et deux crocs. Les écailles sont représentées sous la mâchoire inférieure .

## Provenance
Le labret fait partie de la collection permanente du Metropolitan Museum of Art de New York, qui a acheté l'objet en 2016. Auparavant, il appartenait à Heath McClung Steele de 1937 à 1949, puis à ses enfants jusqu'en 1978. Après avoir été vendu chez Sotheby's à New York le 22 novembre 1978, il est passé dans la collection de Jay C. Leff jusqu'en 1981, puis dans les collections de Judith Small Nash et Peter G. Wray, ce dernier ayant conservé le labret jusqu'en 1985. Il appartenait ensuite à Herbert L. Lucas, jusqu'en 2004, puis a fait partie d'une collection privée de New York jusqu'à sa vente au Met .

## Expositions

La langue alternant les positions

Le labret a été présenté dans le cadre de l'exposition Golden Kingdoms: Luxury Arts in the Ancient Americas, au J. Paul Getty Museum de Los Angeles du 16 septembre 2017 au 28 janvier 2018, et au Metropolitan Museum of Art dans le cadre de l'exposition Golden Kingdoms: Luxury and Legacy in the Ancient Americas du 26 février au 28 mai 2018 .